# Korrumpierungseffekt
Beim Korrumpierungseffekt verdrängt sekundäre Motivation die vorherige primäre Motivation. Vorher hat die Tätigkeit selbst motiviert (intrinsisch), nachher motivieren vor allem Ergebnisse, die außerhalb der Tätigkeit liegen (extrinsisch, z. B. versprochene Belohnungen). Fällt nun der äußere Anreiz weg, geht das ursprünglich gerne und freiwillig gezeigte Verhalten zurück.
Andere Namen sind Korruptionseffekt, Verdrängungseffekt, Effekt der übermäßigen Rechtfertigung oder Selbst-Korrumpierung. Im Englischen heißt es overjustification effect (etwa: Überrechtfertigungs-Effekt).
Der Effekt kann auftreten, wenn Menschen bewusst oder unbewusst ihr eigenes Verhalten zunächst mit äußerem Druck (zwingende Umstände) oder einer Belohnung begründen, obwohl die wahre Ursache des Verhaltens in eigenen Wünschen oder Interessen lag (zum Beispiel Neugier). Auf das tatsächliche Verhalten bezogen kann es durch die Gabe eines äußeren Anreizes zu einer kurzfristigen Steigerung des bestärkten Verhaltens kommen. Fällt der Anreiz dann aber weg, sinkt die Häufigkeit des entsprechenden Verhaltens jedoch unter das ursprüngliche Ausgangsniveau. Intrinsische Motivation kann nur korrumpiert werden, wenn sie vorhanden und groß genug ist. Ist das Anfangsinteresse ohnehin gering, funktionieren äußere Anreize hingegen.

## Theorie

### Selbstwahrnehmungstheorie
Daryl Bem leitete diesen Effekt aus seiner Selbstwahrnehmungstheorie ab. Der Effekt wird zusammenfassend so erklärt: Die Person nimmt wahr, dass sie für eine Tätigkeit, die sie bisher gern ausgeübt hat, eine Belohnung erhält. Daraus resultiert eine kognitive Neubewertung der Tätigkeit. Die Person nimmt nunmehr an, dass sie die Tätigkeit doch nicht so gerne tut, denn sie wird ja dafür so belohnt, wie sie es von anderen, von ihr weniger gern getanen Tätigkeiten kennt. Die bisherige Bewertung der Person über die Gründe für ihr Handeln wird korrumpiert und es kann darüber zu einer Änderung der Motivation kommen, was sich nachteilig auf die Leistungen in der ehemals gern ausgeübten Tätigkeit auswirken kann.
Diese Theorie hat unter anderem in der Arbeits-, Betriebs- und Organisationspsychologie (ABO) kontroverse Diskussionen ausgelöst. Vor allem wegen ihrer Voraussage, dass eine (finanziell höhere) Belohnung nicht in allen Fällen angebracht sei, insbesondere dann nicht, wenn sich die Person engagiert mit einer Tätigkeit beschäftigt. Denn dieses Engagement stellt den Optimalzustand in vielen kommerziellen Tätigkeitsfeldern dar und sollte deshalb auch höher belohnt werden. Es ist schwer vertretbar, warum eine Person, die intrinsisch motiviert arbeitet und dabei mehr leistet, nicht höher belohnt werden sollte als andere Personen, die die ihnen übertragenen Arbeiten aus extrinsischen Motiven lediglich zufriedenstellend oder routiniert erledigen. Dies führte zu Kritiken und zu weitergehenden Forschungen.

### Kognitive Evaluationstheorie
Neuere Forschungsbefunde konnten die kognitive Evaluationstheorie nach Deci und Ryan (1980; 1985)  untermauern, wonach das Auftreten eines Korrumpierungseffekts davon abhängig ist, wie eine Person einen äußeren Anreiz (zum Beispiel eine materielle Belohnung) im Hinblick auf die eigene Kompetenz und Selbstbestimmung wahrnimmt. Aus der Selbstbestimmungstheorie hervorgehend, können drei zentrale Vorbedingungen (engl. Basic Needs) für die Entwicklung von intrinsischer Motivation identifiziert werden: Autonomie, Kompetenz und soziale Eingebundenheit. Wird das Streben nach Autonomie und Kompetenz durch äußere Anreize untergraben, kommt es zum Korrumpierungseffekt.
Es hängt somit davon ab, wie ein äußerer Anreiz wahrgenommen wird. Wird das Autonomieerleben gestärkt bzw. wird eine Belohnung als nicht kontrollierend wahrgenommen, kann die intrinsische Motivation gesteigert werden. Derselbe Effekt tritt auf, wenn die Belohnung gleichzeitig als Anerkennung eigener Kompetenz wahrgenommen wird. Ist dies jedoch nicht der Fall und eine Belohnung führt zu einer Reduzierung eigenen Kompetenzerlebens oder wird als kontrollierend erlebt, kommt es zum Korrumpierungseffekt. Laut der kognitiven Evaluationstheorie kann ein äußerer Anreiz somit einerseits informatorische (d. h. Steigerung der Autonomie und des Kompetenzerlebens) und andererseits kontrollierende (d. h. Verringerung des Autonomieerlebens) Eigenschaften beinhalten. Weiterhin wird zwischen verbalen (positivem Leistungsfeedback) und materiellen Belohnungen unterschieden. Materielle Belohnungen werden unterteilt in erwartete und nicht erwartete Belohnungen (je nach vorherigem Wissen der betreffenden Person, ob nach der Ausübung einer bestimmten Tätigkeit eine Belohnung erfolgen wird). Belohnungen werden nach der kognitiven Evaluationstheorie noch zusätzlich nach ihrer Kontingenz in Bezug auf die Tätigkeit kategorisiert. Besteht keine Kontingenz (engl. task-noncontingent rewards) wird eine Belohnung vollkommen losgelöst von der eigentlichen Tätigkeit vergeben (beispielsweise lediglich für die Teilnahme an einem Experiment). Wird die Belohnung jedoch für die Ausführung einer bestimmten Tätigkeit gewährt – unabhängig davon, wie gut die Tätigkeit ausgeführt wird – handelt es sich um eine aufgabenkontingente Belohnung (engl. task-contingent reward). Wenn die Belohnung nur bei Erreichen eines bestimmten Leistungsniveaus vergeben wird, handelt es sich um eine leistungskontingente Belohnung (engl. performance-contingent reward). Für alle diese verschiedenen Formen von Belohnungen können mit Hilfe der kognitiven Evaluationstheorie Vorhersagen für Effekte auf die intrinsische Motivation getroffen werden. So findet bei leistungskontingenten Belohnungen ein erhöhtes Ausmaß an Verhaltenskontrolle statt, welches sich negativ auf die intrinsische Motivation auswirken sollte. Bei nicht erwarteten Belohnungen sollte jedoch kein negativer Effekt auftreten. Verbale Belohnungen sind stark mit einer Anerkennung eigener Kompetenz verknüpft und sollten daher eher als informatorisch wahrgenommen werden. Trotzdem kann es auch Kontexte geben, in denen solches positives Leistungsfeedback als kontrollierend erlebt wird.

## Forschungen zum Korrumpierungseffekt
In der häufig zitierten Feldstudie von Lepper, Greene und Nisbett (1973) sollten Kleinkinder mit sogenannten „Magic Markers“ Bilder malen. Alle Kinder wurden in drei Gruppen aufgeteilt. In der „expected award“-Gruppe wurde jedes Kind in jedem Fall belohnt, wenn es überhaupt anfing zu malen. Die Kinder wussten somit, dass sie für das Malen von Bildern belohnt werden würden. In der „unexpected award“-Gruppe wurde den Kindern nach dem Malen eine unerwartete Belohnung gegeben. In der „no- award“-Gruppe wurde keine Belohnung vergeben. Nach ungefähr zwei Wochen wurden die Kinder nochmals untersucht, um eine eventuelle Veränderung der intrinsischen Motivation beim Malen zu erfassen. Kinder in der „expected award“-Gruppe verbrachten weniger Zeit mit Malen und erstellten Bilder in schlechterer Qualität als Kinder in den anderen Gruppen.
Greene, Sternberg und Lepper (1976) gaben Grundschülern neue Mathematikspiele und maßen 13 Tage lang, wie viel Zeit die Kinder freiwillig mit den Spielen verbrachten. In den folgenden 11 Tagen erhielten die Kinder Belohnungen für dieselbe Tätigkeit. Nach Absetzen der Belohnung sank, wie vorhergesagt, die Beschäftigungsdauer unter das Anfangsniveau und unter das Niveau der Kontrollgruppe.
Deci lieferte 1971 erste experimentelle Bestätigungen zum Korrumpierungseffekt. Auch eine Metaanalyse von 1999 mit 128 Studien zeigte bedeutsame negative Effekte von Belohnungen und damit einhergehender eingeschränkter Autonomie durch externe Verhaltenskontrolle auf die intrinsische Motivation. Materielle und erwartete Belohnungen hatten sowohl auf das selbstberichtete Interesse als auch auf eine freiwillige, an das Experiment anschließende Aufnahme der Tätigkeit einen negativen Effekt. Gleiche negative Effekte resultierten nach aufgabenkontingenten Belohnungen. Auch leistungskontingente Belohnungen führten nach Wegfall der Belohnung zu weniger Beschäftigung mit der Tätigkeit. Es fand sich jedoch kein Einfluss auf das selbstberichtete Interesse. Bei Belohnungen ohne Kontingenz (vgl. kognitive Evaluationstheorie) war kein Effekt auf die intrinsische Motivation zu verzeichnen. Besonders interessant war der Befund, dass sich verbale Belohnungen positiv auf die intrinsische Motivation auswirkten.
Auch die Verhaltensökonomen Ernst Fehr und Armin Falk haben in einer Studie 2002 zeigen können, dass sich finanzielle Anreize kontraproduktiv auf die Motivation auswirken können.
Bruno S. Frey und Iris Bohnet zeigten auf, dass die Verdrängung der intrinsischen Motivation durch monetäre Anreize und Regulierungen dann von besonderem Interesse ist, „wenn die intrinsische Motivation nicht vollständig substituiert und so das Verhalten der Individuen nicht mehr in gleichem Ausmaß beeinflußt werden kann“.

## Anwendung

### Pädagogik
Wie können Eltern und Lehrer den Effekt der übermäßigen Rechtfertigung vermeiden? Entscheidend ist, welche Botschaft beim Kind ankommt. Wenn man es schon dafür belohnt, sich mit der gewünschten Aufgabe bloß zu beschäftigen und diese Belohnung auch zuvor ankündigt (wie in der Studie von Greene, Sternberg und Lepper, 1976.), tritt der Effekt mit größerer Wahrscheinlichkeit auf, als wenn man es unerwartet dafür belohnt, die Aufgabe bewältigt zu haben. Leistung zu belohnen darf aber nicht dazu führen, dass sich das Kind unter ständiger kritischer Beobachtung fühlt, weil die dadurch ausgelösten negativen Gefühle („Bewertungsangst“) eine vorher vorhandene intrinsische Motivation ebenfalls zerstören können. Vermeiden sollte man den Vergleich mit Anderen (zum Beispiel Mitschülern); gelobt werden sollte die individuelle Verbesserung. Vor allem sollten Erzieher die Botschaft vermeiden, dass das jeweilige Gebiet (Sportart, Schulfach oder ähnliches) Fähigkeiten erfordert, die man entweder hat oder nicht hat. Optimal ist die Botschaft, dass Anstrengung funktioniert, dass Üben hilft, dass das Kind sich also auf jedem Gebiet verbessern kann, wenn es sich Mühe gibt. Wie häufig gelobt wird, muss auch an den kulturellen Kontext angepasst werden. In fernöstlichen Kulturen werden Kinder viel seltener gelobt als in Westlichen, während der intrinsische Wunsch, die eigene Leistung zu verbessern, bei Kindern aus westlichen Kulturen stärker ist.

### Anreizsysteme in der Privatwirtschaft und im öffentlichen Dienst
Ein Korrumpierungseffekt, verursacht durch finanzielle Anreizsysteme, darf nicht unterschätzt werden. Dabei geht es nicht um die Entlohnung zur Grundsicherung. Häufig werden aber neben einem Grundgehalt zusätzlich noch leistungsabhängig Zuschüsse und Boni ausgezahlt. Viele Unternehmen und öffentliche Behörden setzen monetäre Anreize als Mittel zur Steigerung der Motivation ein. Solch ein stark monetär ausgerichtete System birgt jedoch das Potential eines Korrumpierungseffekts. Zur Aufrechterhaltung intrinsischer Motivation sollten auch andere Möglichkeiten der Belohnung (wie beispielsweise positives Leistungsfeedback zur Steigerung eigenen Kompetenzerlebens) nicht unterschätzt werden. Haben Angestellte eine gute Leistung erbracht, so sollte dies lobend erwähnt und ein Dank dafür ausgesprochen werden.
Ganz wesentlich ist auch der Arbeitskontext, in dem solche zusätzlichen Belohnungen stattfinden. Eine Belohnung soll das Bedürfnis nach Autonomie befriedigen, wenn sie nicht Gefahr laufen soll, intrinsische Motivation zu korrumpieren. Wird ein Anreiz – egal ob finanziell oder verbal – jedoch so vermittelt, dass er als kontrollierend erlebt wird (beispielsweise bei verbalen Feedback: "Das haben Sie sehr gut hinbekommen. Genauso wie es von Ihnen verlangt war. Sie sollten weiter so machen!") kann das Bedürfnis nach Autonomie untergraben werden. Ein Korrumpierungseffekt wird wahrscheinlich. Belohnungen, die informatorischen Charakter haben (zum Beispiel verbales Feedback in Form eines Dankes für sehr gute Umsatzzahlen) sind an dieser Stelle geeigneter. Denn diese stellen eine Anerkennung der Bemühungen der betreffenden Person dar, ohne dabei jedoch weitere Bedingungen an die Person zu stellen und so zu erlebter Kontrolle zu führen. Auch Sonderleistungen, die dieses Bedürfnisse nach Autonomie und Kompetenzanerkennung befriedigen (beispielsweise eine Kostenerstattung für einen PC-Kurs oder für eine Reise zu einer Tagung) kommt auf diese Weise eine wichtige Bedeutung zu.
Werden unerwartet Prämien für eine besonders gute Leistung vergeben, so ist kein Korrumpierungseffekt zu erwarten.

## Kontroverse
Die Forschungen zum Korrumpierungseffekt wurden insbesondere von verhaltensanalytischer Seite kritisiert. Vor allem wird darauf verwiesen, dass darin nicht zwischen dem "Belohnen" einer Person und dem "Verstärken" eines Verhaltens differenziert wird (zu den Unterschieden siehe bei Verstärkung). Die Kritik gilt auch dem Konzept der intrinsischen Motivation, das in sich widersprüchlich und unempirisch sei.
Cameron und Pierce (1994) konnten in einer der ersten Metaanalysen zu den Einflüssen von Belohnungen und Verstärkern auf die intrinsische Motivation keinen Korrumpierungseffekt finden. Es trete lediglich ein minimaler, negativer Effekt auf die intrinsische Motivation auf, wenn eine Belohnung erwartet und nur für die Aufnahme einer bestimmten Tätigkeit vergeben wurde (vgl. kognitive Evaluationstheorie: Task-contingent reward). Die Autoren schlussfolgerten daraus, dass Belohnungen und Verstärker keine wirklich schädigenden Effekte auf die intrinsische Motivation hätten.
Nach einer in den Folgejahren durchgeführten Metaanalyse von 2001 mit 145 Studien (teilweise nochmals analysiert aus vorhergehenden Metaanalysen) lässt sich ein Absinken der intrinsischen Motivation infolge von Belohnungen in der Regel auf den falschen Einsatz von Verstärkern zurückführen. Negative Effekte von Belohnungen würden nur dann gefunden, wenn bei zunächst hohem Interesse materielle, erwartete (vorher angekündigte) und von der Leistung unabhängige Belohnungen erteilt wurden (vgl. kognitive Evaluationstheorie: Aufgabenkontingente Belohnungen). Wenn leistungskontingente Belohnungen vergeben wurden, stiege die intrinsische Motivation sogar an. War das Interesse bereits von Anfang an gering, wurde die intrinsische Motivation durch eine Belohnung jedoch verstärkt. Weiterhin konnten verbale Belohnungen bei hohem anfänglichen Interesse die intrinsische Motivation ebenfalls verstärken. Alles in allem fassen die Autoren zusammen, dass ihre Metaanalyse keinen Hinweis auf schädliche Wirkungen von Belohnungen erbracht hätte ("In terms of the overall effects of reward, our meta-analysis indicates no evidence for detrimental effects of reward on measures of intrinsic motivation", S. 21). Der Korrumpierungseffekt wird von den Autoren als Mythos bezeichnet.
Deci, Ryan und Koestner kritisierten in einer Antwort ihrerseits Fehler in den Metaanalysen von Cameron et al. Die Auswahl der von ihnen ausgewerteten Studien sei einseitig. Unter anderem seien auch Gruppen enthalten, die anfänglich keine starke intrinsische Motivation hatten. In diesen Fällen sei von Anfang an zu erwarten, dass kein nennenswerter Korruptionseffekt eintreten würde.